# ...Tam gdzie kończy się ulica...
...Tam gdzie kończy się ulica... – album muzyczny zespołu Zbeer, należący do gatunku street punk / oi!. Był to drugi album nagrany i wydany przez tę grupę. Wydawcą była wytwórnia Enigmatic Records. Album w postaci płyty CD i kasety magnetofonowej ukazał się w 2002 r. Jego reedycja w postaci płyty winylowej LP ukazała się w 2020 r.

## Historia
Album „...Tam gdzie kończy się ulica...” jest drugim w dyskografii zespołu Zbeer. Prace nad albumem zespół prowadził po uzupełnieniu ówcześnie trzy osobowego składu, o czwartego członka zespołu – Bartka, który grał wcześniej w zespole Rascals, tworzącego muzykę ska. Pierwsze plany zespołu zakładały wydanie tego albumu w wytwórni Rock'n'Roller, ale współpraca z nią nie powiodła się. Ostatecznie wydawcą została wytwórnia Enigmatic Records (Enigmatic). Nagranie albumu zostało zrealizowane w 2002 r., w studio nagraniowym „Mamut” należącym do Macieja Mularczyka. Mastering pod wydanie płyty winylowej został przeprowadzony w 2020 r. przez Macieja Dzikiewicza w studio "Waiting Room" z Oświęcimia.

## Wydania
Pierwotnie album wydany został w 2002 r.. Ukazała się wówczas płyta CD, na której zamieszczono 14 utworów oraz trzy utwory bonusowe, pochodzące z pierwszego albumu tego zespołu wydanego na kasecie magnetofonowej w 2000 r. pod tytułem „Time To Unite”. Razem zamieszczono na CD 17 utworów, a czas całej płyty wynosi 54:06. Natomiast na wydanej równolegle kasecie magnetofonowej nie było już utworów bonusowych. Strona pierwsza kasety zawierała 7 utworów i tyle samo znalazło się na stronie drugiej tego wydania. Z kolei w 2020 r., w tej samej wytwórni, wydano dwie wersje tego albumu na płycie winylowej, w postaci krążka LP (black vinyl – 150 szt.). Tu podobnie jak na kasecie magnetofonowej wydania pierwotnego, zamieszczono po 7 utworów na każdej stronie płyty, z pomięciem utworów bonusowych. Oprócz wydania podstawowego powstało wydanie Limited Edition w postaci Orange Black Marbled. Wykonano 80 kopii tego wydania. Łącznie album wydano wówczas na 230 szt. płyt gramofonowych.

## Utwory
| Lp | Tytuł                        | CD 2002 r. | kaseta 2002 r. | LP 2020 r. | czas |
| -- | ---------------------------- | ---------- | -------------- | ---------- | ---- |
| 1  | „Tylko Ja”                   | 1          | A1             | A1         | 2:49 |
| 2  | „Tam Gdzie Kończy Się Ulica” | 2          | A2             | A2         | 3:05 |
| 3  | „Uliczny Klan”               | 3          | A3             | A3         | 3:16 |
| 4  | „Słodkiego, Miłego Życia”    | 4          | A4             | A4         | 4:01 |
| 5  | „Rock'n'Roll”                | 5          | A5             | A5         | 3:12 |
| 6  | „Zbeer”                      | 6          | A6             | A6         | 3:41 |
| 7  | „England Belongs To Me”      | 7          | A7             | A7         | 2:26 |
| 8  | „Bezpieczny Sex”             | 8          | B1             | B1         | 3:01 |
| 9  | „Skinhead Girl”              | 9          | B2             | B2         | 3:27 |
| 10 | „Rebelia”                    | 10         | B3             | B3         | 3:49 |
| 11 | „'77”                        | 11         | B4             | B4         | 2:29 |
| 12 | „Glenda & Test Tube Baby”    | 12         | B5             | B5         | 3:09 |
| 13 | „Punk Rock Story”            | 13         | B6             | B6         | 3:36 |
| 14 | „Hooligan”                   | 14         | B7             | B7         | 3:45 |
| 15 | „Bistro” (bonus)             | 15         | Nie            | Nie        | 3:24 |
| 16 | „Komercja” (bonus)           | 16         | Nie            | Nie        | 2:18 |
| 17 | „Bootboy” (bonus)            | 17         | Nie            | Nie        | 2:38 |

## Covery
Pośród zaprezentowanych w ramach albumu utworów znalazły się cztery covery:
- „Słodkiego, Miłego Życia”, w którym to utworze wykorzystano muzykę zespołu Kombi, z utworu Słodkiego miłego życia
- „England Belongs To Me”, w którym to utworze wykorzystano tekst piosenki i muzykę zespołu Cock Sparrer
- „Glenda & Test Tube Baby”, w którym to utworze wykorzystano tekst piosenki i muzykę zespołu The Toy Dolls
- „Hooligan”, który to utwór w zakresie tekstu piosenki i muzyki jest efektem twórczości zarówno zespołu Zbeer jak i zespołu The Gamblers[12].

## Skład zespołu
Skład zespołu Zbeer w jego historii zmieniał się w czasie. Ten konkretny album zespół nagrał w następującym składzie:
- Andrzej (Ader) – gitara[3][7][15]
- Bartek (Bartosz "Bart" Łakomy) – gitara basowa[3][7][16]
- Marek (Rusky) – perkusja[3][7][17]
- Sid (Tomasz "Sidney" Wójcik) – wokal, gitara[3][7][18].

## Odbiór i opinie
Album jest niewątpliwie wynikiem kontynuacji twórczości zespołu z zachowaniem gatunku prezentowanej muzyki – street punk / oi!. Na tym konkretnym albumie muzycy prezentują pełnię swoich możliwości oraz dają w zaprezentowanych utworach dawkę solidnych, ulicznych przyśpiewek. Cała płyta zaś brzmi świeżo i dynamicznie. Pośród opinii dotyczących albumu można znaleźć takie, które uznają każdy z utworów muzycznych na nim zamieszczonych, za potencjalny hit, choć według innych, mimo w miarę równego i dobrego poziomu utworów, niektóre z nich są nieco słabsze. Spośród nich szczególnie pozytywnie wyróżnia się takie utwory jak Rock’n’roll”, „Bezpieczny Sex”, „Skinhead Girl” i „'77”, a według innych recenzji „Tam gdzie kończy się ulica”, „Uliczny klan”, „Bezpieczny Sex”, „Rebelia”, „Komercja”. Jedynym utworem nagranym w nieco odmiennym niż street punk / oi! stylu – ska – jest utwór „Hooligan”. Pośród coverów zamieszczonych na płycie najwięcej kontrowersji wzbudza utwór „Słodkiego, Miłego Życia”, nie tyle ze względu na jego jakość, gdyż jest on również oceniany pozytywnie, ile ze względu na zespół, który stworzył pierwowzór – Kombi – deprecjonowany pod względem ich twórczości i zasadności korzystania z ich dorobku. Twórczość zawartą na tym albumie (podobnie jak i na pierwszym albumie Zbeera) przyrównuje się do wczesnych produkcji zespołu Major Accident, równocześnie podnosząc jako pozytyw znaczenie większą melodyjność utworów w twórczości zespołu Zbeer. Wskazuje się na techniczne niedociągnięcia występujące po stronie samego nagrania. Nowe studio, w którym zrealizowano nagrania materiału w stosunku do pierwszego albumu, nie przyniosło poprawy. Ta kwestia jednak nie wpływa na ocenę samego albumu i materiału na nim zawartego.
W niektórych opracowaniach tytuł albumu podawany bywa bez trzykropków występujących w tytule przed i po części słownej, tj. jako „Tam gdzie kończy się ulica”.